# SAR-21
SAR-21 (Singapore Assault Rifle - 21st Century) là loại súng trường tấn công có thiết kế bullpup do Singapore sản xuất. Loại súng này được phát triển tại Chartered Industries of Singapore (CIS, nay là ST Kinetics), nó được giới thiệu cho công chúng lần đầu năm 1999 tại triển lãm quốc phòng của Singapore sau 4 năm phát triển. Bộ quốc phòng Singapore đã tuyên bố loại súng này sẽ là loại súng trường tấn công tiêu chuẩn cho lực lượng quân đội Singapore để thay thế cho loại súng M16S1 cũng như SAR-80 và SR-88. SAR-21 cũng được dùng để xuất khẩu cho các nước khác. Tuy chưa thật sự tham gia chiến đấu nhưng nó nhận được đánh giá là rất dễ dàng khi mang đi và tác chiến, khá chính xác khi bắn, có độ tin cậy và ít giật cũng như ngắn hơn khẩu M16 nhiều. Tuy nhiên nó không có khe nhả vỏ đạn ra ở phía tay trái để có thể chuyển hướng nhả vỏ đạn khiến cho người thuận tay trái gặp khó khăn khi sử dụng không giống như các loại có thiết kế bullpup được trang bị đại trà khác như Steyr AUG, FAMAS hay TAR-21.

## Thiết kế
SAR-21 được phát triển theo trào lưu sử dụng thiết kế bullpup của các loại súng mới. Loại súng này sử dụng cơ chế nạp đạn bằng khí nén với khóa nòng xoay, sử dụng hộp đạn rời dạng STANAG và loại đạn tiêu chuẩn là 5.56x45mm NATO. Với hai chế độ bắn là phát một và tự động.
Hệ thống trích khí dài nằm ở phía trên nòng súng nối với khóa nòng xoay có 7 móc khóa viên đạn cố định vào vị trí. Nút kéo lên đạn nằm ở phía trên thân súng bên dưới hệ thống nhắm, nút này có thể gập phía trước khi không sử dụng cũng như nó sẽ không di chuyển tới lui khi đang bắn. Nó có các thanh răng dùng gắn các loại ống nhắm phía trên thân súng và dùng để gắn các phụ kiện bên trái súng.
Thân súng làm bằng vật liệu nhựa tổng hợp có thể chịu áp lực cao, tất cả các linh kiện của súng đều nằm trong thân súng, được gắn với nhau bở các đinh gim và có thể tháo ra một các dễ dàng mà không cần dụng cụ đặc biệt. Phía trên thân súng được gia cố để tăng độ an toàn cho xạ thủ, mặt của xạ thủ sẽ được an toàn cho dù bộ khóa nòng nổ tung vì lý do gì đó.
Hệ thống nhắm tiêu chuẩn của SAR-21 là ống nhắm 1.5X nhưng nó cũng có điểm ruồi dự phòng. Các loại hệ thống nhắm khác nhau cũng có thể được sử dụng như hệ thống nhìn trong đêm cũng như các loại ống nhắm theo tiêu chuẩn NATO. Hệ thống nhắm laser được thiết kế dạng khối đặc biệt được tích hợp trên súng nằm bên dưới nòng súng như hệ thống nhắm tiêu chuẩn, nó có thể sử dụng các tia bình thường hoặc tia hồng ngoại. SAR-21 có thể gắn các loại ống phóng lựu 40 mm bên dưới nòng súng.

## Các biến thể
- SAR-21: Mẫu nguyên bản
- SAR-21 LMG: Phiên bản súng máy hạng nhẹ với nòng nặng tích hợp chân chống chữ V hoặc tay cầm chữ I.
- SAR-21 Sharpshooter: Giống như SAR-21 nhưng ống nhắm tiêu chuẩn là 3.0x.
- SAR-21 GL: Mẫu tích hợp ống phóng lựu 40 mm.
- SAR-21 P-rail: Mẫu sử dụng các thanh răng để gắn và thay thế các loại ống nhắm khác nhau.
- SAR-21 MMS: Mẫu với nhiều thanh răng hơn để gắn các linh kiện phụ trợ khác nhau.
- SAR-21 Light Weight Carbine: Mẫu có trọng lượng nhẹ với nòng và tay cầm ngắn hơn nguyên bản nhưng cũng có nhiều thanh răng.
- SAR-21A: Mẫu nâng cấp mới với các thanh răng và có tốc độ bắn khoảng 900 viên/phút.